# Martin Vaïsse
Martin Vaïsse (Montpellier, 11 augustus 1987) is een Frans tennisser.

## Carrière
Vaïsse nam tweemaal deel aan het hoofdtoernooi van het ATP-toernooi van Marseille waarvan een keer in het enkel en een keer in het dubbel samen met Maxime Chazal. Hij won  zes ITF-toernooien in het enkelspel en een in het dubbelspel. In 2015 nam hij afscheid van de ATP-tour om zich te focussen op kleinere wedstrijden. Hij was tevens ook de coach van Maxime Hamou die in 2017 uitgesloten werd van Roland Garros na ongepast gedrag tegen een journaliste. Hij behoorde tussen 2014 en 2015 tot de beste Franse tennissers met een 25e plaats als hoogste resultaat.
Hij speelde collegetennis voor Fresno Pacific waarvoor hij uit kwam in de NAIA. Eerder speelde hij voor California Baptist University waarmee hij de halve-finale in de Amerikaanse competitie bereikte en een All-American werd.